# Miconia inanis
Miconia inanis är en tvåhjärtbladig växtart som beskrevs av Célestin Alfred Cogniaux och Henry Allan Gleason. Miconia inanis ingår i släktet Miconia och familjen Melastomataceae. IUCN kategoriserar arten globalt som starkt hotad. Inga underarter finns listade i Catalogue of Life.